# RTB
RTB er et relæ med forsinket frafald, der indkobler belastningen ved aktivering af en trykknap. Efter den indstillede tid udkobles belastningen. Tidsforsinkelsen starter ved aktivering af trykknappen.
| Elektronik | Spire Denne artikel om elektronik er en spire som bør udbygges. Du er velkommen til at hjælpe Wikipedia ved at udvide den. |